# Marellia remipes
Marellia remipes är en insektsart som beskrevs av Boris Petrovich Uvarov 1929. Marellia remipes ingår i släktet Marellia och familjen gräshoppor. Inga underarter finns listade i Catalogue of Life.